# Brad Pearce
Brad Pearce (Provo, 21 marzo 1966) è un ex tennista statunitense.

## Carriera
In carriera ha vinto 4 titoli di doppio. Nei tornei del Grande Slam ha ottenuto il suo miglior risultato raggiungendo i quarti di finale a Wimbledon nel 1990 nel singolare, nonché i quarti nel doppio agli Australian Open nel 1991, in coppia con Brian Garrow, e agli US Open nel 1993, in coppia con Dave Randall.

## Statistiche

### Doppio

#### Vittorie (4)
| Numero | Anno | Torneo                                   | Superficie       | Compagno         | Avversari in finale           | Punteggio     |
| 1.     | 1986 | Houston Shootout, Houston                | Sintetico indoor | Ricardo Acuña    | Chip Hooper Mike Leach        | 6-4, 7-5      |
| 2.     | 1987 | Heineken Open, Auckland                  | Cemento          | Kelly Jones      | Carl Limberger Mark Woodforde | 7-6, 7-6      |
| 3.     | 1990 | Schenectady Open, Schenectady            | Cemento          | Richard Fromberg | Brian Garrow Sven Salumaa     | 6–2, 3–6, 7–6 |
| 4.     | 1992 | Grand Prix de Tennis de Toulouse, Tolosa | Cemento          | Byron Talbot     | Guy Forget Henri Leconte      | 6-1, 3-6, 6-3 |